# Митрофан II Цариградски
Митрофан II Цариградски (грч. Μητροφάνης; преминуо 1. августа 1443) је био васељенски патријарх Цариградски у оквиру Васељенске патријаршије у периоду 1440–1443. Служио је као епископ Кизика у Анадолији када је позван да се придружи делегацији епископа који су присуствовали Ферарско-фирентинском сабору. Цар Јован VIII Палеолог га је 4. маја 1440. године именовао за наследника Јосифа II Цариградског након његове смрти у Фиренци. Због своје покорности унији, антиунијати су га презриво назвали Митрофон (Мајкоубица). Митрофан II је рукоположио неколико унијатских епископа и више пута је вршио притисак на цара Јована VIII да отворено подржи унију. Јован VIII је коначно пристао да сазове локални сабор епископа, али је Митрофан II умро пре него што се сабор могао састати.
Митрофан II је преминуо у Цариграду 1. августа 1443.